# Casarano
Casarano ist eine italienische Gemeinde mit 19.151 Einwohnern (Stand 31. Dezember 2023) in der Provinz Lecce.

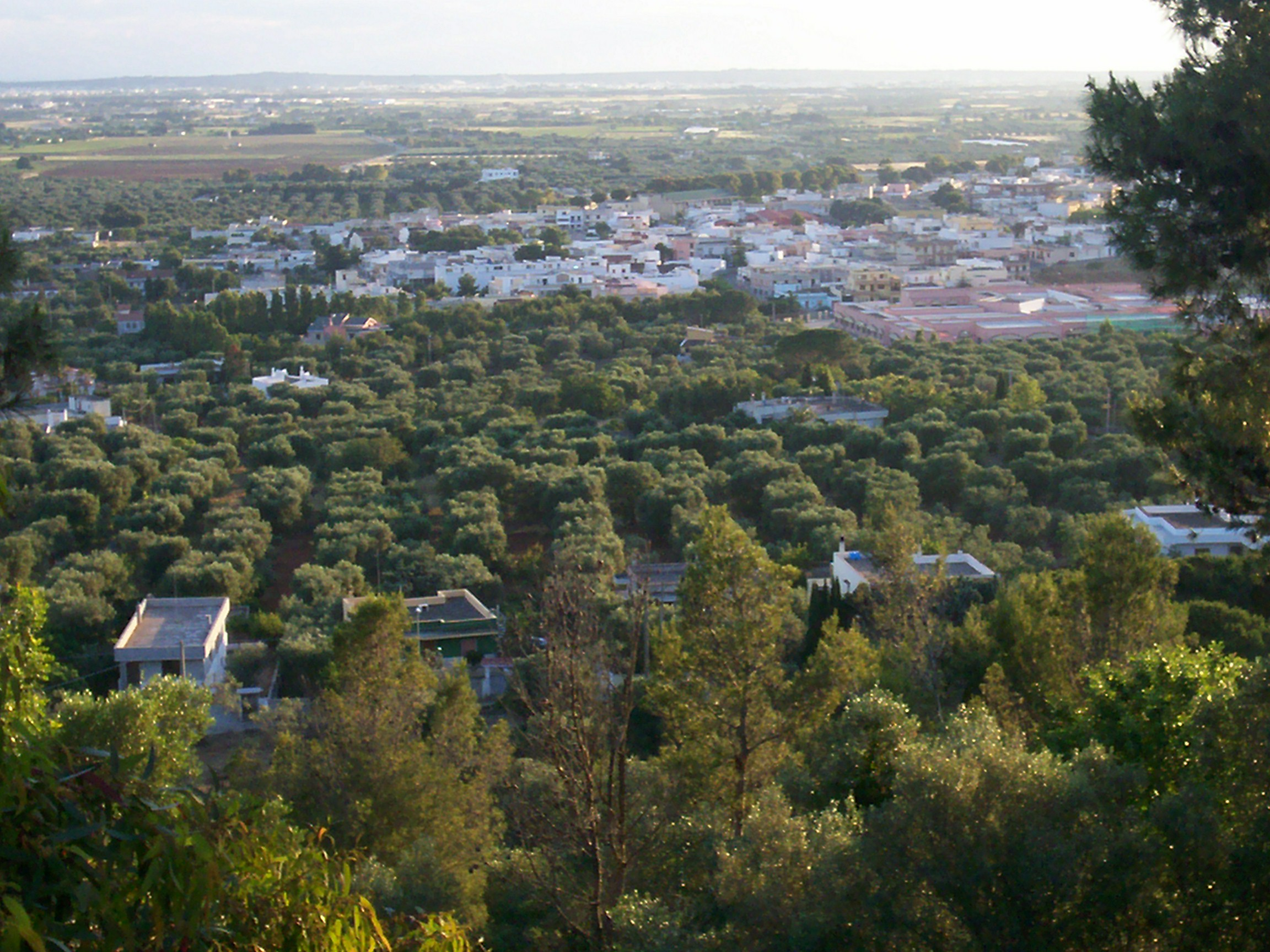
Panorama

## Geografie
Zu den Ortsteilen gehören Spagnulo, Manfio, Parati und Formica-Memmi.
Die Nachbargemeinden sind Collepasso, Matino, Melissano, Ruffano, Supersano, Taurisano und Ugento.

## Wirtschaft
Innerhalb der Gemeinde werden Oliven und Wein angebaut. Casarano ist am stärksten industrialisierte Gemeinde der salentischen Halbinsel.
Der Bahnhof von Casarano wird von zwei Bahnstrecken bedient:
- Casarano–Gallipoli
- Gagliano Leuca

## Söhne und Töchter der Gemeinde
- Alberto D’Aversa (1920–1969), Filmregisseur
- Angelo De Donatis (* 1954), römisch-katholischer Geistlicher, Kurienkardinal